# Geschiedenis van Somalië
De geschiedenis van Somalië strekt zich uit van de prehistorie tot de moderne tijd. Somalië kent menselijke bewoning sinds het Paleolithicum. 

## Prehistorie
Dat het gebied van het huidige Somalië sinds het Paleolithicum wordt bewoond door mensen, blijkt uit rotstekeningen in het noorden van Somalië, daterend uit 9.000 v.Chr. De bekendste hiervan zijn de Laas Geel-tekeningen, welke de tot oudst gevonden tekeningen van het Afrikaanse continent behoren. Onder de tekeningen zijn inscripties gevonden, die echter op dit moment nog niet door de archeologen ontcijferd kunnen worden.

## Godsdiensten
De islam speelde – vanaf de introductie ervan in de 7e eeuw – een belangrijke rol in de geschiedenis van Somalië. Voordat de islam geïntroduceerd werd in de Somalische gebieden, bestond hier een christelijk-joodse cultuur in het noorden en westen, met in het zuiden voornamelijk een Somalisch traditioneel monotheïstische religie.

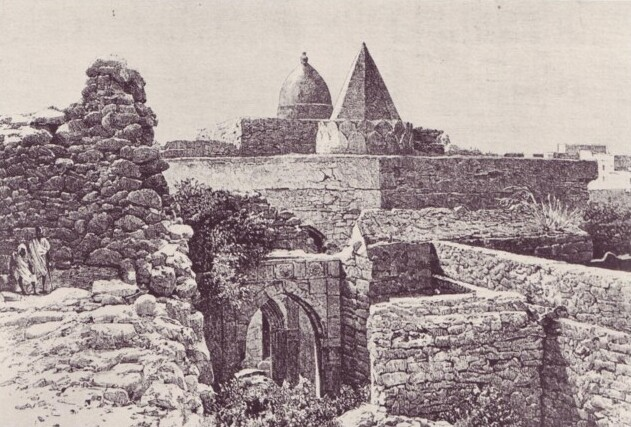
De Fakr Ud Din moskee is een van de oudste moskeeën van Mogadishu en Afrika.

## Onafhankelijkheid en burgeroorlog: 1960-1992
Het voormalige Britse protectoraat Brits-Somaliland ging in 1960 samen met kolonie Italiaans-Somaliland om Somalië te vormen. De eerste president van Somalië was Aden Abdullah Osman Dar van de Somalische Jeugdliga (SYL), een in 1943 in Italiaans-Somaliland opgerichte nationale beweging. De vroegere premier van Brits-Somaliland, Abdirashid Ali Shermake (SYK), volgde Osman Dar in 1967 als president op. Op 15 oktober 1969 werd Shermarke vermoord. Zijn opvolger als president, sjeik Moktar Muhammad Husayn werd zes dagen later afgezet.
Op 21 oktober 1969 pleegden officieren van het leger onder leiding van generaal Siad Barre een coup. Barre werd kort daarop voorzitter van Opperste Revolutionaire Raad (SRC). Het nieuwe militaire bewind van Barre was gebaseerd op het zogenaamde "wetenschappelijk socialisme" en het werd duidelijk dat Barre Somalië wilde omvormen tot een combinatie van een marxistisch-leninistische en een islamitische staat. De invloed van marxistische sympathisanten op het regeringsbeleid was in het begin groot. Er werden contacten gelegd met de Sovjet-Unie en Oost-Europese landen.
In 1974 waren er in Ethiopië officieren aan de macht gekomen. Kolonel Mengistu Haile Mariam, een marxistische sympathisant, trad naar voren als de sterke man. Het regime van Barre streefde van het begin af aan naar een 'Groot-Somalië' waar ook het Ethiopische woestijngebied de Ogaden (sinds 1995 de regio Somali) bij zou moeten horen. De Ogaden wordt bewoond door de gelijknamige Somalische clan de Ogaden. In 1977 brak er een oorlog uit tussen Somalië en Ethiopië. De Ogaden werd door Somalische troepen 'bevrijd'. Maar al spoedig bleek dat de Sovjet-Unie, Cuba en Oost-Europese landen Ethiopië gingen steunen. In 1977 verbrak Somalië de betrekkingen met de Sovjet-Unie. Somalië wendde zich voor hulp tot de Verenigde Staten, maar die bleken in eerste instantie geen hulp te willen leveren. Alleen China en Egypte bleken bereid Somalië op beperkte schaal te willen helpen.
In 1976 vormde Barre Somalië om tot een eenpartijstaat met de Somalische Socialistische Revolutionaire Partij (SSRP) als enige partij. Barre werd tot president van de Democratische Republiek Somalië en secretaris-generaal van SSRP gekozen. Bij de verkiezingen van 1979 werd de SSRP de grootste partij (dit omdat er naast SSRP-kandidaten ook onafhankelijke kandidaten konden worden gekozen).
In 1980 schoot de VS het internationaal geïsoleerde Somalië van Barre te hulp. In ruil voor strategische bases besloot de VS Somalië vooral op militair gebied te steunen. In 1980 riep Barre de noodtoestand uit en de in 1976 afgeschafte Opperste Revolutionaire Raad (SRC) werd opnieuw ingesteld om de 'revolutie' in goede banen te leiden. Vanaf de jaren 80 werd er in Somalië ook een burgeroorlog uitgevochten. Revolutionaire bewegingen in Noord-Somalië bestreden de regering. In 1988 sloten Somalië en Ethiopië vrede. De burgeroorlog ging echter onverminderd door. De USC (Verenigd Somalisch Congres) en de SSNM (Somalische Nationale Reddingsbeweging) bereikten in januari 1991 de hoofdstad Mogadishu. President Barre week daarna uit naar het buitenland. USC-voorzitter Ali Mahdi Mohammed volgde Barre als interim-president op.

### Afscheuring Somaliland: 1991

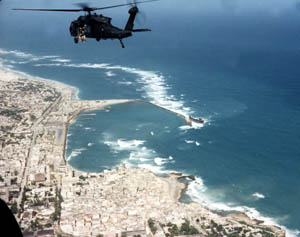
Een black hawk helikopter boven Mogadishu

Na een onafhankelijkheidsstrijd van de SNM (Somali National Movement) verklaarde het voormalig Britse deel van Somalië, Somaliland zich op 18 mei 1991 onafhankelijk, na de val van het militaire regime in Somalië. Hoewel Somaliland de facto onafhankelijk is werd het door geen enkel land erkend.

## Krijgsheren:1992-2005
Somalië had gedurende de periode 1992-2005 geen effectieve regering meer. De machtsverdeling tussen de strijdende partijen in 1992 was als volgt:
De SNM (Somali National Movement: Somalische Nationale Beweging), gelieerd aan de Isaaq, heeft de macht in het noordwesten. De SSDF (Somali Salvation Democratic Front: Somalische Democratisch Reddingsfront), gelieerd aan de Darod, Majerteen, heeft de macht in het noordoosten. De SPM (Somali Patriotic Movement: Somalische Patriottische Beweging), gelieerd aan de Darod, Ogaden, heeft de macht in het zuiden. De USC (United Somali Congress: Verenigd Somalisch Congres), gelieerd aan de Hawiye, heeft de macht in Mogadishu en het zuiden van Somalië. Mogadishu is dan weer onderverdeeld in een gedeelte dat in handen is van de sub-clan Habr Gidir (onder leiding van Mohamed Farah Aydid) en een gedeelte dat in handen is van de sub-clan Abgal (onder leiding van Ali Mahdi Mohamed).
Binnen de USC werd een machtsstrijd uitgevochten tussen interim-president Ali Mahdi Mohamed en generaal Mohamed Farah Aydid. In het zuiden streden aanhangers van de verdreven president Barre tegen USC-guerrilla's. In september 1992 werd er een VN-vredesmacht naar Mogadishu overgevlogen om de burgers aldaar te beschermen. Troepen van generaal Aydid en de VN geraakten in 1993 met elkaar in gevecht. In 1994 sloten interim-president Mahdi en generaal Aydid een vredesverdrag en in 1995 werd de VN-vredesmacht teruggetrokken. Toen de vredesmacht echter weg was, laaide de strijd weer op. In juni 1995 werd Aydid zelf president. Aydid overleed in 1996 aan verwondingen die hij opliep bij gevechten in Mogadishu. Zijn zoon volgde hem op en bleef tot 1998 aan de macht, toen er een Nationaal Reddingsfront werd ingesteld om het land te regeren.

### Afscheuring Puntland: 1998
In 1998 vond er een nieuwe afscheuring plaats in het noordoosten van het land (de hoorn). De autonome staat nam de naam Puntland aan nadat het zich in 1998 "tijdelijk" onafhankelijk verklaarde. Dit met de intentie dat het zou deelnemen aan elke Somalische verzoening om een nieuwe centrale overheid te vormen.

### Afscheuring Zuidwest-Somalië: 2002
Op 1 april 2002 riep de krijgsheer Hassan Muhammad Nur "Shatigadud" de onafhankelijkheid uit van Zuidwest-Somalië. Het heeft net als Puntland de intentie een autonome regio te vormen binnen Somalië en wil geen blijvende onafhankelijkheid.
In het conflict van 2006 koos het partij met Puntland, Galmudug en Ethiopië tegen de Unie van Islamitische Rechtbanken.

## De Unie van Islamitische Rechtbanken: 2006
In mei 2006 brak er een conflict uit tussen een alliantie van Mogadishu krijgsheren bekend als de Alliance for the Restoration of Peace and Counter-Terrorism of "ARPCT" en een militie die loyaal was aan de Unie van Islamitische Rechtbanken of "UIR". Het conflict brak uit midden februari en verscheidene honderden mensen, voornamelijk burgers, stierven in de vuurgevechten. De moslims beschuldigden de Verenigde Staten de krijgsheren te steunen via de Central Intelligence Agency om te voorkomen dat zij aan macht zouden winnen. Het State Department van de V.S., dat de beschuldigingen noch toegaf noch ontkende, antwoordde dat de V.S. geen acties hebben ondernomen die het internationale wapenembargo tegen Somalië hebben geschaad.
De Britse krant The Observer ontving echter enkele e-mails waarin geheime illegale operaties door private militaire bedrijven werden beschreven die de VN regulaties zouden hebben doorbroken,. De V.N. behield haar wapenembargo tegen Somalië en sommigen menen dat de V.S. de internationale wetten overtrad door de Mogadishu krijgsheren te bevoorraden.

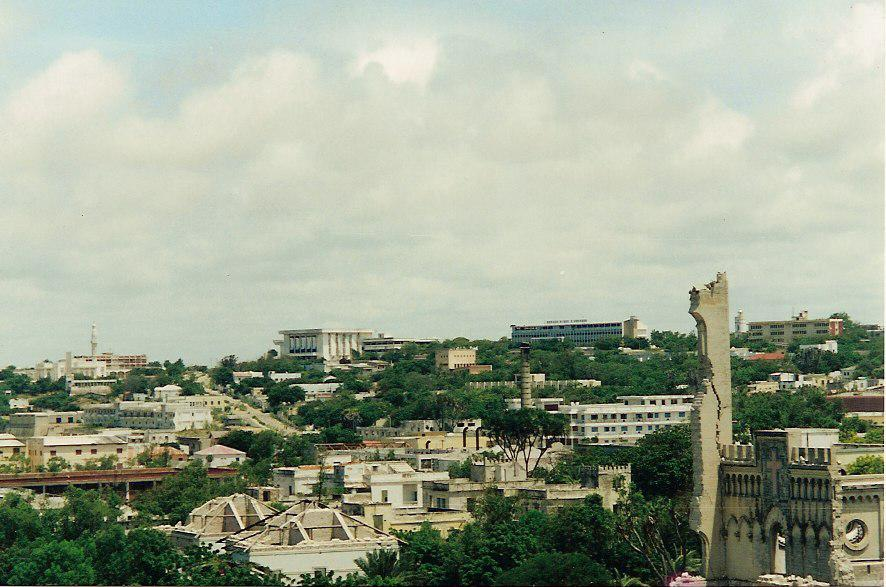
Mogadishu in 2007

Na de in Mogadishu aanwezige krijgsheren een voor een te hebben verslagen kreeg de Unie van Islamitische Rechtbanken in de zomer van 2006 de volledige macht in handen, waardoor ze een relatieve stabiliteit bracht in de hoofdstad. In de V.N. werd ondertussen onder het initiatief van de Verenigde Staten de International Somalia Contact Group opgericht die zich beraadde over het conflict.
In de daaropvolgende maanden kon de UIR haar positie versterken door de verovering van de zuidelijke kustgebieden. In december 2006 begonnen ze met de omsingeling van Baidoa als reactie op de door Ethiopië gestuurde troepen ter ondersteuning van de overgangsregering.
Veel Somalische vluchtelingen, alsook de V.N. erkende de Somalische regering in ballingschap die zich in Ethiopië bevond, beschermd door Ethiopische troepen. De islamitische milities kondigden op 9 oktober een jihad af tegen Ethiopië.
Op woensdag 1 november 2006 werden de vredesonderhandelingen tussen de door de V.N. erkende interim-regering in het noorden en de Moslims in het zuiden afgebroken. Vele autoriteiten vreesden voor een burgeroorlog, waarbij Ethiopische en rivaliserende Eritrese troepen tegenover elkaar zouden komen te staan in de machtsstrijd en politieke impasse tussen de aangestelde overgangsregering en de UIR.
Op maandag 25 december 2006 verklaarde Ethiopië, een bondgenoot van de V.S., de oorlog aan de Unie van Islamitische Rechtbanken. Een Ethiopisch gevechtsvliegtuig beschoot de internationale luchthaven in Mogadishu. Hoewel er slechts weinig schade werd aangericht, werd de luchthaven toch gesloten. Andere Ethiopische gevechtsvliegtuigen vielen een militaire luchthaven ten westen van Mogadishu aan. Met de hulp van Ethiopië keerden op 28 december 2006 overheidstroepen terug naar de hoofdstad Mogadishu. In het daaropvolgende offensief werden de islamitische strijders naar het zuiden van het land gedreven, waar ze werden ingesloten. Kenia sloot zijn grens en vier vliegdekschepen van de Verenigde Staten bewaakten de kust. Ondertussen arriveerde op 8 januari 2007 de in 2004 in ballingschap aangetreden president Abdullahi Yusuf Ahmed voor het eerst in de hoofdstad Mogadishu. Met deze actie werd een (voorlopig) einde gesteld aan de machtspositie van de Unie van Islamitische Rechtbanken. Na verschillende dagen durende gevechten viel op 12 januari het laatste bolwerk van de islamisten van de UIR Ras Kamboni in handen van Somalische troepen, gesteund door Ethiopische troepen. Overblijfselen van de UIR-milities trokken zich terug in de dichte begroeiing op de Somalische Keniaanse grens.
Nadat de Unie van Islamitische Rechtbanken uit de hoofdstad Mogadishu waren verdreven, vluchtte de voorzitter Sharif Sheikh Ahmed naar het zuiden van Somalië. Op 21 januari gaf hij zich aan de Keniaanse autoriteiten over. Hij zou daarop meteen naar Nairobi zijn overgevlogen. 

### Afscheuring Galmudug
Op 14 augustus 2006 verklaarde de Sacad-clan de onafhankelijkheid van Galmudug uit. De moslimmilities van het UIR veroverden verschillende delen van het niet erkende mini-staatje.

## Een nieuw begin: 2007
Na de aankomst van president Abdullahi Yusuf Ahmed naar de hoofdstad Mogadishu is de situatie in Somalië onduidelijk. Ethiopische troepen blijven achter in het land om de Somalische regering te ondersteunen.
Met de zege van de kersvers geïnstalleerde Abdullahi Yusuf voerde het Amerikaanse leger van zondag 7 tot dinsdag 9 januari 2007 voor het eerst sinds 1994 een openlijke militaire actie uit op Somalische grondgebied. Op 9 januari ging het om 2 luchtbombardementen. Gevechtshelikopters en jachtvliegtuigen, waaronder de Lockheed AC-130, werden ingezet om drie à vijf Al-Quaida verdachten uit te schakelen die verantwoordelijk zouden zijn voor de aanslagen op de Amerikaanse ambassades in Kenia en Tanzania in 1998. Zij zouden zijn verstopt door de nog aanwezige islamisten in het zuidelijkste punt van het land, rond het eiland Badmado en de stad Ras Kamboni. De Somalische autoriteiten bevestigen dat de Al-Qaida terrorist Fazul Abdullah Mohammed de aanval niet overleefde. Ook kwamen er 27 burgers om en werden verschillende dorpen vernield. Naast het uitschakelen van Al-Quaida moslimterroristen wil de Verenigde staten voorkomen dat de UIR zich hergroepeert om een eventuele guerrillastrijd te beginnen die de al wankele machtsbasis van de Somalische regering zou ondermijnen.
Ook op 10 januari zouden er volgens bepaalde bronnen in het zuiden van Somalië Amerikaanse bombardementen zijn uitgevoerd. Dit werd echter door de Amerikanen ontkend.
Bij de luchtaanvallen kwamen volgens Oxfam ook 70 herders om die zich nabij Afmadow rond een kampvuur verzameld hadden. Het is onduidelijk of deze luchtaanval uitgevoerd werd door Amerikaanse of Ethiopische vliegtuigen.
Internationaal veroordeelden de landen van de Europese Unie en Noorwegen, die samen met de V.S. deel uitmaakten van de International Somalia Contact Group deze unilaterale actie van de V.S. en waarschuwden voor een verdere escalatie van geweld. In Afrika zelf veroordeelden Eritrea en Djibouti de Amerikaanse actie. De Britse premier Tony Blair keurde de actie die kadert in de globale strijd tegen de terreur in Somalië wel goed.
Na een vergadering met de President Abdullahi Yusuf op 12 januari 2007 in de Somalische hoofdstad Mogadishu aanvaarden verschillende clanleiders om hun wapens in te leveren en hun manschappen onder te brengen in het Somalische leger. De clanleiders die hiertoe bereid waren zijn: Mohamed Qanyare Afrah, Musa Sudi Yalahwo, Omar Mohamed Mohamoud, Issa Batan Alin, Abdi Hassan Awale Qeiybdid, Omar Habeb en Bashir Raghe Shirar.
Zij vormden al een door de V.S. gesteunde alliantie tegen de UIR.
De onderhandelingen werden voorafgegaan door een vuurgevecht voor het paleis, volgend op een dispuut tussen twee clans over een parkeerplaats voor de gepantserde voertuigen. Er vielen 5 doden en 7 gewonden, leden van de clan van Mohamed Qanyare.
Op 13 januari kondigde het overgangsparlement in de stad Baidoa de krijgswet af voor drie maanden om de orde in het land te herstellen.
De Unie van Islamitische Rechtbanken heeft ondertussen haar regering in ballingschap te Asmara geïnstalleerd, de hoofdstad van Eritrea. In Somalië zelf hebben de Unie van Islamitische Rechtbanken en hieraan gelieerde groeperingen inmiddels het grootste deel van het zuiden, waaronder Kismayo, opnieuw in handen. In deze gebieden zijn weer islamitische rechtbanken actief, en is opnieuw de meest strikte interpretatie van de sharia ingevoerd. Op 27 oktober 2008 werd in Kismayo een vrouw wegens overspel doodgestenigd.

## Piraterij
Parallel tijdens de Somalische Burgeroorlog is er een toename van piraterij in de Indische Oceaan en de Golf van Aden. In 2008 en 2009 nam deze piraterij flink toe en werden er steeds meer buitenlandse schepen gekaapt, waardoor dit probleem op de internationale agenda terechtkwam.
| Vlag | Naam                                    | Hoofdstad | Regeringsvorm                   | Begin | Einde |
| ---- | --------------------------------------- | --------- | ------------------------------- | ----- | ----- |
|      | Somalische Republiek                    | Mogadishu | Republiek                       | 1961  | 1969  |
|      | Somalische Democratische Republiek      | Mogadishu | Marxistisch-leninistische staat | 1969  | 1991  |
|      | Interim Regering van Somalië            | Mogadishu | Interim regering                | 1991  | 1997  |
|      | Nationale overgangsregering van Somalië | Mogadishu | Overgangsregering               | 2000  | 2004  |
|      | Federale overgangsregering van Somalië  | Mogadishu | Overgangsregering               | 2004  | 2012  |
|      | Federale Republiek Somalië              | Mogadishu | Republiek                       | 2012  | Heden |

Geschiedenis van:
Algerije · Angola · Benin · Botswana · Burkina Faso · Burundi · Centraal-Afrikaanse Republiek · Comoren · Congo-Brazzaville · Congo-Kinshasa · Djibouti · Egypte · Equatoriaal-Guinea · Eritrea · Ethiopië · Gabon · Gambia · Ghana · Guinee-Bissau · Guinee-Conakry · Ivoorkust · Kaapverdië · Kameroen · Kenia · Lesotho · Liberia · Libië · Madagaskar · Malawi · Mali · Marokko · Mauritanië · Mauritius · Mozambique · Namibië · Niger · Nigeria · Oeganda · Rwanda · Sao Tomé en Principe · Senegal · Seychellen · Sierra Leone · Soedan · Somalië · Somaliland · Swaziland · Tanzania · Togo · Tsjaad · Tunesië · Westelijke Sahara · Zambia · Zimbabwe · Zuid-Afrika · Zuid-Soedan
Noord-Afrika · West-Afrika